# Célula de Ferrel

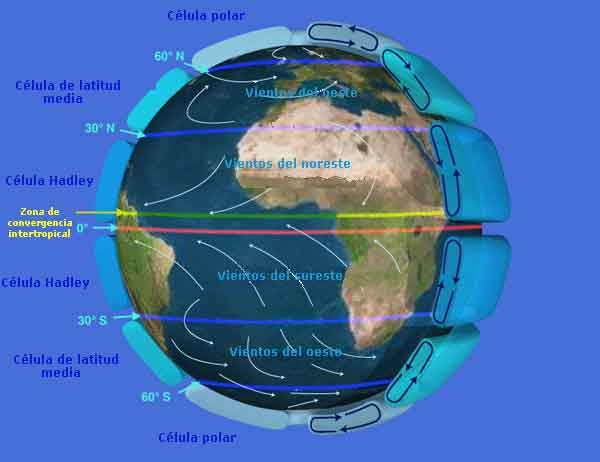
Circulación general en la atmósfera terrestre con la célula de Hadley subtropical, la célula de Ferrel y la célula polar. Los vientos alisios y la Zona de Convergencia InterTropical se muestran también en este esquema.

En la celda de Ferrel o célula de latitud media, el aire cercano a la superficie fluye hacía los polos y hacia el este, y el aire de los niveles más altos se desplaza hacia el ecuador y al oeste. En su parte inferior, la célula está completada por masas de aire superficial que se originan en los trópicos y que se desplazan hacía el frente polar, donde son obligadas a ascender por convección.
Se encuentra entre la célula de Hadley y la célula Polar, es decir, desde los 30° a los 60° más o menos en ambos hemisferios y es por eso conocida como Zona de Mezclas. Es a su vez la causante de la existencia de los vientos del Oeste o Vientos predominantes del Oeste.